# آدام رابرتز
آدام رابرتز (انگلیسی: Adam Roberts؛ زادهٔ ۲۹ اوت ۱۹۴۰) استاد افتخاری روابط بین‌الملل در دانشگاه آکسفورد اهل بریتانیا است.